# Lorgio Álvarez
Lorgio Álvarez Roca (Santa Cruz de la Sierra, 29 giugno 1978) è un ex calciatore boliviano.